# Spiroctenus londinensis
Spiroctenus londinensis là một loài nhện trong họ Nemesiidae.
Spiroctenus londinensis được miêu tả năm 1919 bởi Hewitt.